# Rampage (игра)
Rampage — видеоигра, разработанная в 1986 году Bally Midway для игрового автомата и впоследствии портированная на множество платформ. Она считается одной из классических компьютерных и видеоигр 1980-х годов.

## Общая информация
Герои игры — Джордж, Лиззи и Ральф, обычные американские граждане, после проведения над ними научных экспериментов мутировавшие в огромных монстров (соответственно в гориллу, ящера и оборотня). Придя в ярость, они начали крушить американские города, и правительство прилагает все силы, чтобы остановить их.
В Rampage может играть от одного до трёх человек. На каждом уровне необходимо уничтожить все дома, находящиеся на экране. Монстры могут карабкаться по стенам зданий. Чтобы снести здание, следует нанести ему серьёзные повреждения, разбивая окна или прыгая на его крыше. Опасность для монстров представляют постоянно атакующие их подразделения национальной гвардии — солдаты, бронетехника, вертолёты. Монстры могут пополнять здоровье, съедая мирных жителей и солдат или встречающиеся в разбитых окнах бонусы (хотя бонусы могут быть и вредными).
В оригинальной версии каждый игровой уровень соответствует одному дню; действие игры продолжается 128 дней в разных городах Америки. После прохождения этих 128 уровней они повторяются ещё четыре раза, после 768-го дня счётчик обнуляется.

## Портирование
Rampage была портирована на множество разных платформ:
- Amiga (Activision, 1989)
- Amstrad CPC (Activision, 1988)
- Apple II (Activision, 1988)
- Atari 2600 (Activision, 1989)
- Atari 7800 (Activision, 1989)
- Atari 8-bit (Activision, 1987)
- Atari ST (Activision, 1986)
- Commodore 64 (Activision, 1987)
- DOS (Activision, 1988)
- Lynx (Atari Corporation, 1990)
- NES (Data East USA, 1988)
- Sega Master System (Activision, 1988)
- TRS-80 CoCo (Activision, 1989)
- ZX Spectrum (Activision, 1988)

## Сиквелы
В 1997 году Midway Games выпустила сиквел под названием Rampage World Tour. Она была выпущена как на PC, так и на игровых приставках. Дальнейшие сиквелы (Rampage 2: Universal Tour, Rampage Through Time, Rampage: Total Destruction, Rampage Puzzle Attack) выходили только на приставках.
В 1987 году на платформах Amstrad CPC, Commodore 64 и ZX Spectrum была выпущена игра Ramparts, являвшаяся клоном Rampage. В ней игрок управлял огромным рыцарем, уничтожающим средневековые замки.

## Оценки и мнения
| Иноязычные издания       | Иноязычные издания | Иноязычные издания | Иноязычные издания | Иноязычные издания |
| Издание                  | Оценка             | Оценка             | Оценка             | Оценка             |
| Издание                  | Amstrad CPC        | Atari ST           | Commodore 64       | ZX Spectrum        |
| ------------------------ | ------------------ | ------------------ | ------------------ | ------------------ |
| CVG                      | 74 %               |                    | 62 %               | 71 %               |
| Zzap!64                  |                    |                    | 59 %               |                    |
| Aktueller Software Markt |                    | 7,4/12             | 7,4/12             | 7,4/12             |
| Génération 4             |                    | 67 %               |                    |                    |